# Coffeeville (Mississippi)
Pour l’article homonyme, voir Coffeeville (Alabama).
La ville de Coffeeville est le siège du comté de Yalobusha, situé dans l'État du Mississippi, aux États-Unis. La population était de 905 personnes au recensement de 2010. Il porte le nom de John Coffee (1772-1833), planteur et général. Il est situé près du site de la bataille mineure de Coffeeville de la guerre de Sécession, en décembre 1862.